# Frank Bonsall
Frank Featherstone Bonsall (* 31. März 1920 in Crouch End, London; † 22. Februar 2011 in Harrogate) war ein britischer Mathematiker, der sich mit Analysis beschäftigte.
Bonsall wuchs in der Kleinstadt Welwyn Garden Town nördlich London auf. Ab 1938 studierte er Mathematik an der Universität Oxford (Merton College), was aber ab 1940 durch Militärdienst bei den Royal Engineers unterbrochen wurde, der sich bis 1946 in Indien fortsetzte. Während dieser Zeit studierte im Selbststudium anhand Titchmarshs Theory of functions. 1946 setzte er sein Studium in Oxford fort. 1947 heiratete er seine Kommilitonin Jill Patrick. Nach dem Abschluss war er temporärer Lecturer an der University of Edinburgh, wo er Werner Wolfgang Rogosinski kennenlernte, dem er danach an die University of Newcastle (wo Rogosinski Professor war) als Lecturer folgte. Nach einem Aufenthalt in den USA 1950/51 an der Oklahoma State University in Stillwater (wo er mit Alfred Goldie und Morris Marden zusammenarbeitete) wandte er sich der Funktionalanalysis zu. 1959 wurde er Professor in Newcastle als Nachfolger von Rogosinski und 1965 McLaurin Professor in Edinburgh (dieser Lehrstuhl war damals gerade eingerichtet worden). Er gründete dort eine Schule von Funktionalanalytikern um das von ihm, John Ringrose und Barry Johnson gegründete interuniversitäre North British Functional Analysis Seminar. 1984 ging er in den Ruhestand und lebte in Harrogate. Auch danach war er mathematisch aktiv an den Universitäten von Leeds (wo er Ehren-Fellow war) und York (deren Ehrendoktortitel er 1990 erhielt). Er war unter anderem Gastprofessor an der Yale University (1965) und am Tata Institut in Bombay.
1966 wurde er Fellow der Royal Society of Edinburgh und 1970 der Royal Society. 1966 erhielt er den Senior Berwick-Preis der London Mathematical Society, deren Rat er angehörte. 1976/77 war er Präsident der Edinburgh Mathematical Society.
Er war passionierter Bergsteiger (vor allem in Schottland) und Gartenliebhaber.
Sein Bruder Sir Arthur Bonsall war 1973 bis 1978 Direktor des Government Communications Headquarters in Cheltenham.

## Schriften
- mit J. Duncan Numerical ranges of operators on normed spaces and of elements of normed algebras, Cambridge University Press 1971
- mit J. Duncan Complete normed algebras, Springer Verlag 1973
- mit J. Duncan Numerical Ranges II, Cambridge University Press 1973
- Lectures on some fixed point theorems of functional analysis, Tata Institute of Fundamental Research, Bombay 1962, Online, pdf